# 베두인
베두인(IPA: [ˈbɛdʉ.ɪn], 아랍어: البدو 또는 아랍어: بدوي)은 옛날부터 중동의 사막에서 유목생활을 하는 아랍인이다. 약 2000만 명에 달하며, 종교는 이슬람교이고, 아랍어 계통에 속하는 몇 가지 언어를 사용한다.